# Pereda (Burgos)
Pereda es una localidad del municipio burgalés de Merindad de Sotoscueva, en la Comunidad Autónoma de Castilla y León (España).
La iglesia está dedicada a san Ginés.

## Localidades limítrofes
Confina con las siguientes localidades:
- Al este con Bedón.
- Al sur con Torme.
- Al suroeste con Butrera.
- Al oeste con Hornillayuso.

## Demografía
Evolución de la población
| Gráfica de evolución demográfica de Pereda entre 2000 y 2017       |
|                                                                    |
| Población de derecho (2000-2017) según el padrón municipal del INE |

## Historia
Así se describe a Pereda en el tomo XII del Diccionario geográfico-estadístico-histórico de España y sus posesiones de Ultramar, obra impulsada por Pascual Madoz a mediados del siglo XIX:

Lugar en la provincia, diócesis, audiencia territorial y capitanía general de Burgos (17 leguas), partido judicial de Villarcayo (1 ½), y ayuntamiento titulado de la merindad de Sotoscueva (1 ½); Situado entre montes y peñas, combatido por todos los vientos, siendo su clima sano y las enfermedades más comunes las catarrales. Tiene 17 casas; una escuela de primera enseñanza, cuyo maestro percibe 8 fanegas de trigo que le pagan los padres de los niños; 2 fuentes de aguas potables y buenas, de las que se surten los vecinos para beber y demás usos; una iglesia parroquial (San Ginés) servida por un cura párroco y un sacristán, y por último un cementerio alrededor de dicha iglesia. Confina el término N Hornilla Lastra; E Bedón; S Torme, y O Hornilla Yuso; comprende 3 barrios llamados de Abajo, de la Cuadra y de la Cuesta. El terreno es secano; hay 7 montes poblados en su mayor parte de robles, encinas y carrascos altos y bajos, cruzando por el término 2 arroyos, de los cuales el uno nace en el monte Larra y el otro en Bedón. Caminos: los que dirigen a este pueblo y el de Hornilla Lastra. Correos: se reciben de la capital del partido. Producciones: trigo, cebada, avena, legumbres y maíz; ganado de todas clases, pero en corto número; caza de perdices, palomas, codornices y alguna que otra liebre, y pesca de cangrejos y anguilas aunque pocas. Industria: la agrícola y un molino harinero en estado de decadencia y de propiedad particular. Población: 10 vecinos, 41 almas. Capital productivo: 147.600 reales. Imponible: 14.239.
Diccionario geográfico-estadístico-histórico de España y sus posesiones de Ultramar

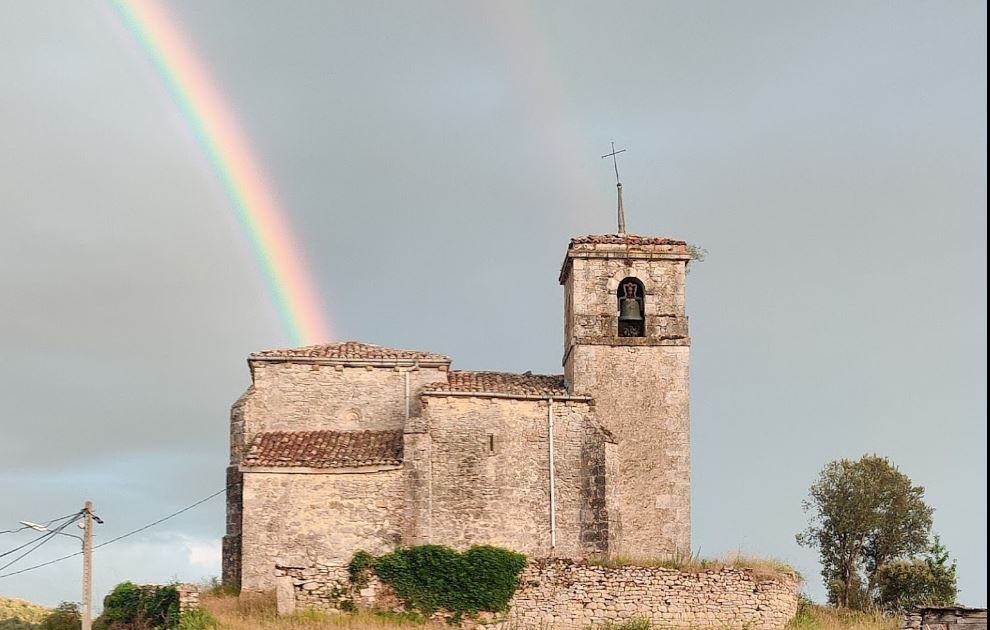
Iglesia de San Ginés. Siglo XVIII. Pereda.(Merindad de Sotoscueva)
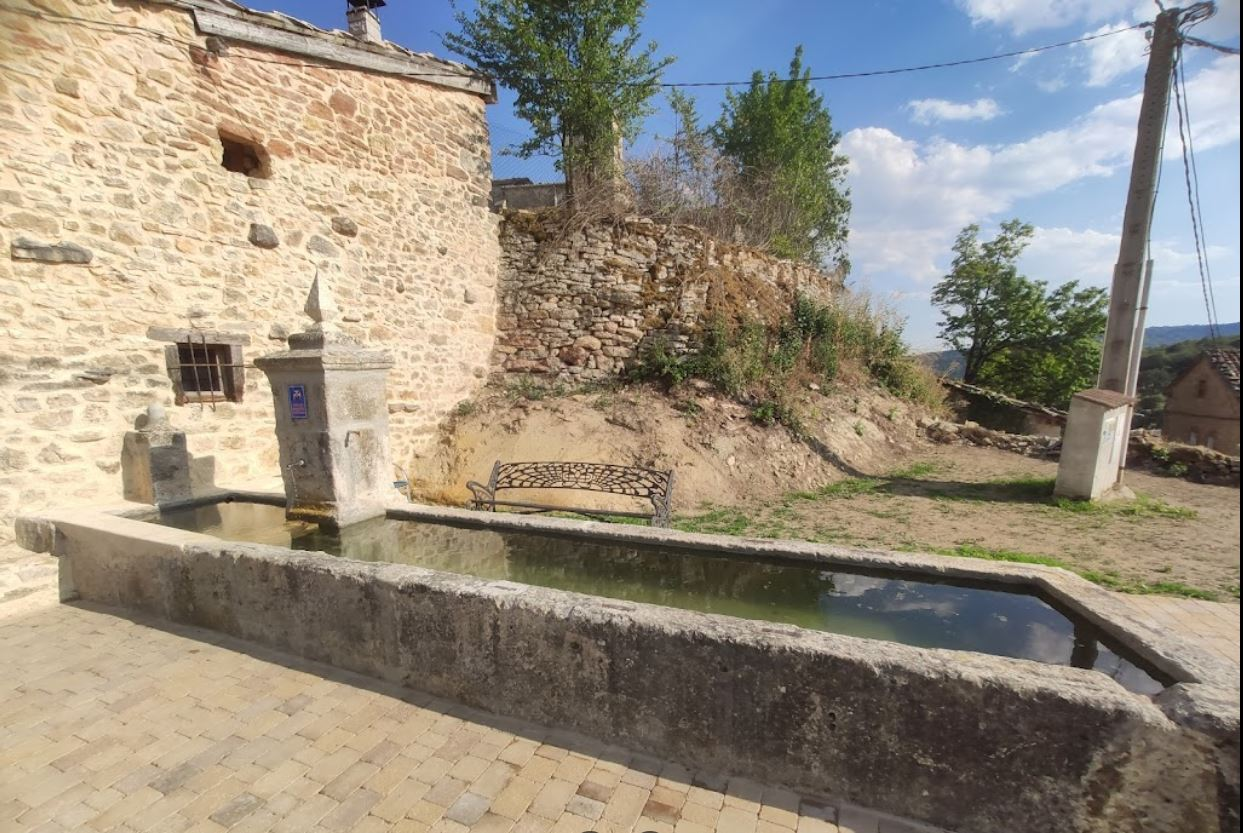
Fuente. Pereda.(Merindad de Sotoscueva)
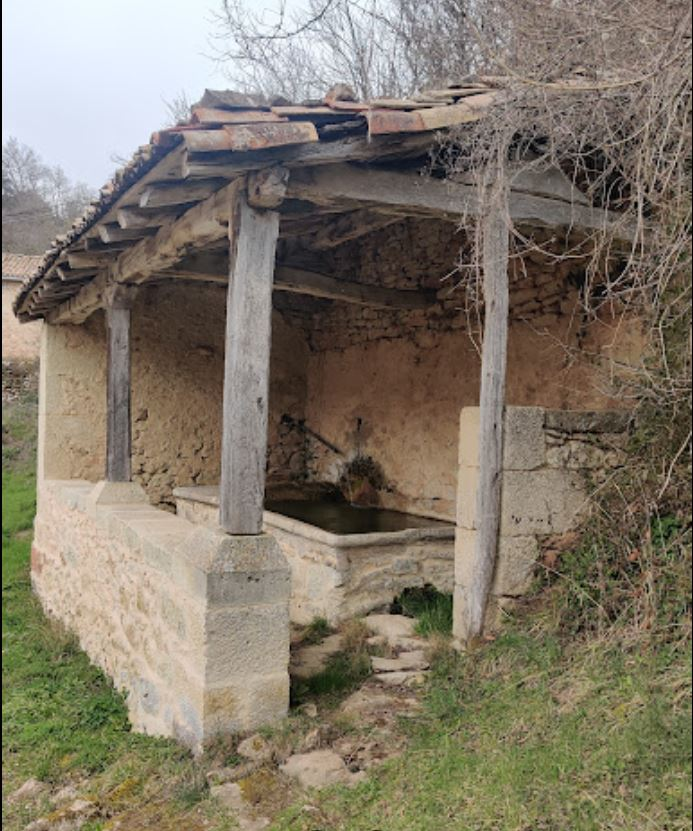
Lavadero. Pereda.(Merindad de Sotoscueva)